# Homoneura curtiocellaris
Homoneura curtiocellaris är en tvåvingeart som beskrevs av Saskawa 1991. Homoneura curtiocellaris ingår i släktet Homoneura och familjen lövflugor. Inga underarter finns listade i Catalogue of Life.